# Ксебкі
Ксебкі (пол. Ksebki) — село в Польщі, у гміні Турошль Кольненського повіту Підляського воєводства.
Населення — 508 осіб (2011).
У 1975-1998 роках село належало до Ломжинського воєводства.

## Демографія
Демографічна структура станом на 31 березня 2011 року:
|          | Загалом | Допрацездатний вік | Працездатний вік | Постпрацездатний вік |
| -------- | ------- | ------------------ | ---------------- | -------------------- |
| Чоловіки | 256     | 72                 | 163              | 21                   |
| Жінки    | 252     | 64                 | 126              | 62                   |
| Разом    | 508     | 136                | 289              | 83                   |